# The Great Terror
The Great Terror é um livro do historiador britânico Robert Conquest publicado em 1968, que deu origem a um título alternativo do período da história soviética conhecido como o Grande Expurgo. O título completo do livro é The Great Terror: Stalin's Purge of the Thirties. Uma versão revisada do livro, chamada de The Great Terror: A Reassessment, foi impressa em 1990, após Conquest adaptar o texto, tendo consultado os arquivos soviéticos abertos recentemente — graças à política de glasnost implementada pelo líder soviético Mikhail Gorbachev.
Um dos primeiros livros de um escritor ocidental a discutir o Grande Expurgo na União Soviética, foi baseado sobretudo nas informações que haviam sido tornadas públicas, seja oficialmente ou por indivíduos, durante o "Degelo de Kruschev" no período de 1956 a 1964. Também se baseou em relatos de emigrantes e exilados russos e ucranianos que remontam à década de 1930. Por fim, baseou-se numa análise de documentos soviéticos oficiais, tais como o censo.

## Críticas recebidas
[carece de fontes?]
Nesse sentido, o historiador britânico Eric Hobsbawm considerou o livro como uma obra que teve alguma importância, devido ao seu caráter pioneiro e à algumas questões que levanta. Mas hoje em dia, porém deve ser considerada obsoleta e simplesmente não nos é mais necessária.